# Rubirosa
Rubirosa es una serie web producida y protagonizada por Manolo Cardona. Cuenta con las actuaciones de los mexicanos Damián Alcázar y Ana Serradilla, junto a las colombianas Carolina Guerra y Margarita Muñoz.

## Sinopsis
La serie narra la vida de Porfirio Rubirosa, el famoso playboy dominicano conocido como el más codiciado por las mujeres. Dividido entre el deber, el amor y la seducción, la vida de Porfirio Rubirosa estuvo rodeada de los más grandes lujos y las más hermosas mujeres del jet-set internacional. Además de un distinguido hombre de mundo, Porfirio Rubirosa, según esta serie, estuvo infiltrado en la dictadura de su país como agente encubierto de la oposición, pero eso es falso, Rubirosa fue un servidor fiel de Trujillo. Incluso, después de muerto Trujillo, Rubirosa fue investigado por estar involucrado en el asesinato de dos opositores al dictador.

## Reparto
- Manolo Cardona como Porfirio Rubirosa.
- Damián Alcázar como Rafael Leonidas
- Ana Serradilla como Candelaria Benavente
- Carolina Guerra como Flor de Oro
- Margarita Muñoz como Nina Lobato

## Episodios
| N.º | Título                     | Dirigido por                   | Escrito por                        | Fecha de lanzamiento original |
| --- | -------------------------- | ------------------------------ | ---------------------------------- | ----------------------------- |
| 1   | «El tíguere»               | Carlos Moreno y Hugo Rodríguez | Ana María Londoño y Rafael Noguera | 29 de noviembre de 2018       |
| 2   | «El infiltrado»            | Carlos Moreno y Hugo Rodríguez | Ana María Londoño y Rafael Noguera | 29 de noviembre de 2018       |
| 3   | «Relaciones prohibidas»    | Carlos Moreno y Hugo Rodríguez | Ana María Londoño y Rafael Noguera | 29 de noviembre de 2018       |
| 4   | «Tentaciones peligrosas»   | Carlos Moreno y Hugo Rodríguez | Ana María Londoño y Rafael Noguera | 29 de noviembre de 2018       |
| 5   | «Desafiando al tirano»     | Carlos Moreno y Hugo Rodríguez | Ana María Londoño y Rafael Noguera | 29 de noviembre de 2018       |
| 6   | «En la mira»               | Carlos Moreno y Hugo Rodríguez | Ana María Londoño y Rafael Noguera | 29 de noviembre de 2018       |
| 7   | «Deudas del pasado»        | Carlos Moreno y Hugo Rodríguez | Ana María Londoño y Rafael Noguera | 29 de noviembre de 2018       |
| 8   | «Golpe maestro»            | Carlos Moreno y Hugo Rodríguez | Ana María Londoño y Rafael Noguera | 29 de noviembre de 2018       |
| 9   | «Reencuentro»              | Carlos Moreno y Hugo Rodríguez | Ana María Londoño y Rafael Noguera | 29 de noviembre de 2018       |
| 10  | «Régimen del terror»       | Carlos Moreno y Hugo Rodríguez | Ana María Londoño y Rafael Noguera | 29 de noviembre de 2018       |
| 11  | «En jaque»                 | Carlos Moreno y Hugo Rodríguez | Ana María Londoño y Rafael Noguera | 29 de noviembre de 2018       |
| 12  | «El inicio de una leyenda» | Carlos Moreno y Hugo Rodríguez | Ana María Londoño y Rafael Noguera | 29 de noviembre de 2018       |

## Producción
La serie está filmada en República Dominicana y fue dirigida por Hugo Rodríguez y Carlos Moreno. La serie cuenta con 12 capítulos y es considerada una de las producciones para TV en español más caras de Latinoamérica.

## Lanzamiento

### Distribución
El 5 de abril de 2019, se estrenó en Latinoamérica en la APP de Fox Premium.